# Sidemia zollikoferi
Sidemia zollikoferi là một loài bướm đêm trong họ Noctuidae.